# Gerd Pempelfort

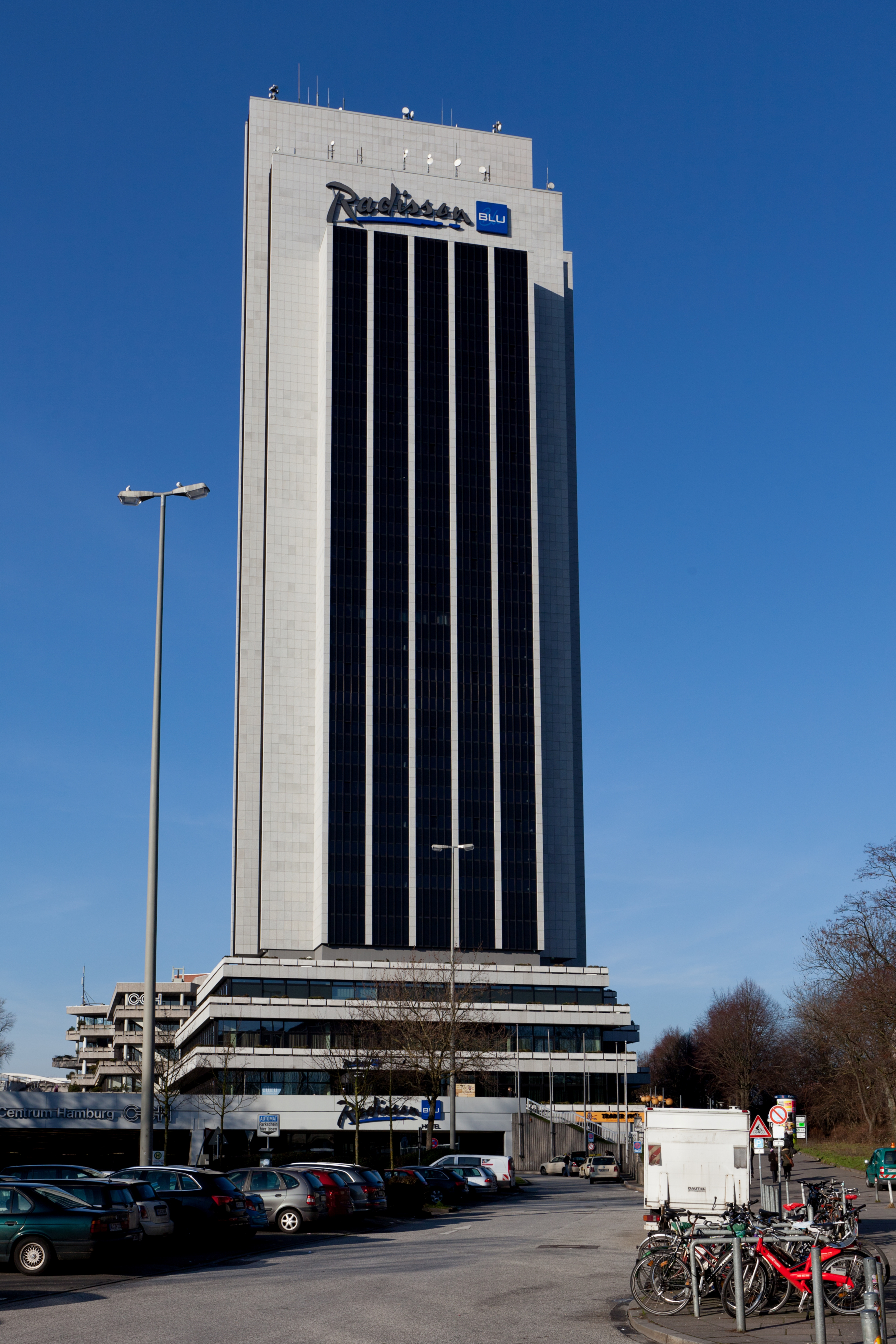
Radisson Blu Hotel, Hamburg

Gerd Pempelfort (* 14. Mai 1928 in Düsseldorf; † 25. September 1986 in Hamburg) war ein deutscher Architekt, der vor allem in Hamburg wirkte.

## Leben

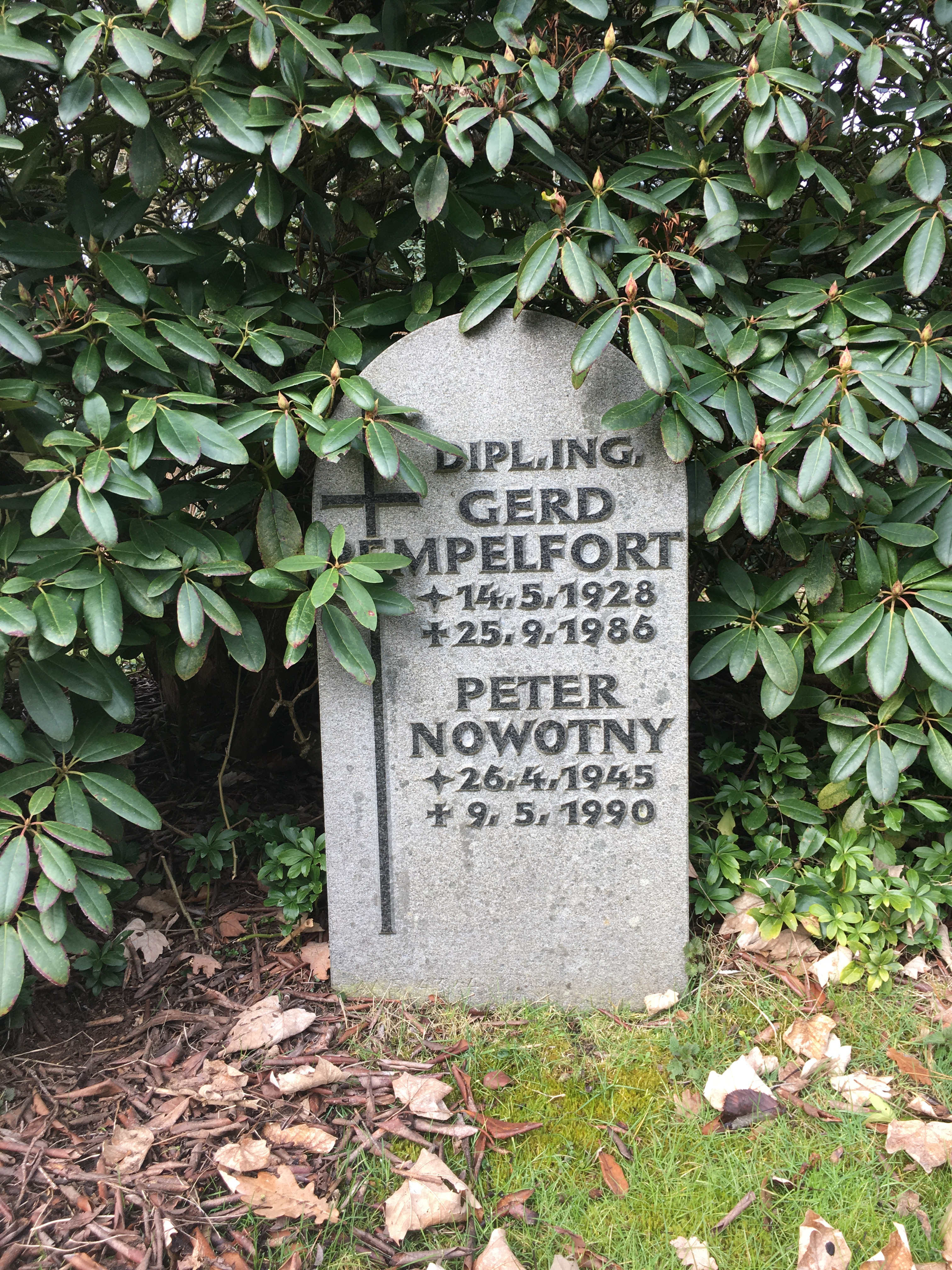
Grabstätte auf dem Friedhof Ohlsdorf

Er schloss 1953 sein Studium der Architektur an der Technischen Hochschule Hannover ab. Von 1953 bis 1956 war er Mitarbeiter im Büro von Günther Marschall. 1956 bildete er zusammen mit Kaspar G. Wilhelmi eine Bürogemeinschaft, die 1963 durch den Tod Wilhelmis aufgelöst wurde. Von 1965 bis 1983 arbeitete Pempelfort in Gemeinschaft mit Jost Schramm.
Gerd Pempelfort verstarb im Alter von 58 Jahren in Hamburg und wurde auf dem dortigen Friedhof Ohlsdorf beigesetzt. Die Grabstätte im Planquadrat AA 5 liegt südwestlich von Kapelle 8.

## Bauten und Entwürfe

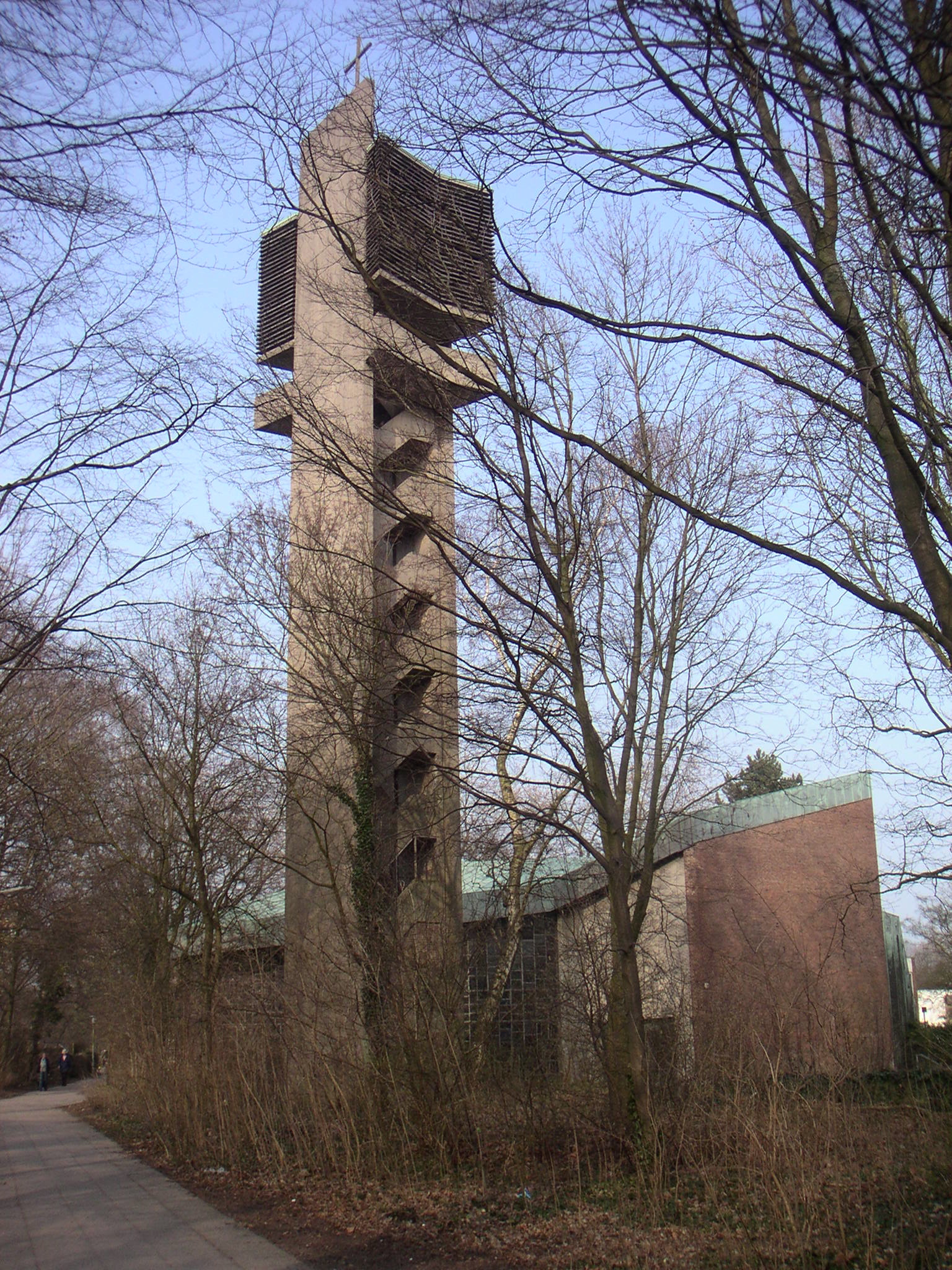
Petruskirche in Hamburg-Lokstedt

- 1958: Wettbewerbsentwurf im städtebaulichen Ideenwettbewerb „Hauptstadt Berlin“ (gemeinsam mit Friedrich Spengelin und Fritz Eggeling; prämiert mit dem 1. Preis)
- 1958–1966: Wohnsiedlung Berner Park in Hamburg (zusammen mit Herbert Sprotte & Peter Neve, Peter Hauske & Hans Jochem sowie Kaspar G. Wilhelmi)
- 1959: Gebäude der Wohnanlage Horner Geest, Speckenreye 2/ 2a/ 2b, 8/ 8a/ 8b/ 8c, 8d/ 8e, 16/ 16a/ 16b, 24/ 24a/ 24b, 28/ 28a/ 28b/ 28c, 32/ 32a/ 32b (zusammen mit Kaspar Gerhard Wilhelmi)
- 1962: Montagehaus auf der Internationalen Gartenbauausstellung Hamburg (zusammen mit Kaspar G. Wilhelmi)
- 1963: Hochhaus Horner Geest in Hamburg (zusammen mit Kaspar G. Wilhelmi)
- 1964: Schwimmbad des Hauses Dörpfeldstraße 33 (zusammen mit Jost Schramm)
- 1965: U-Bahnhof Hagenbecks Tierpark in Hamburg
- 1966–1968: Hauptverwaltung der Esso AG in der City Nord in Hamburg (zusammen mit Jost Schramm und Herbert Großner)[1]
- 1967: Geschosswohnungen in der Hindenburgstraße, Hamburg (zusammen mit Jost Schramm und H.Behrs)
- 1968: Evangelische Petruskirche, Winfridweg, Hamburg-Lokstedt
- 1970–1973: heutiges Radisson Blu Hotel Hamburg neben dem Congress Center Hamburg (zusammen mit Jost Schramm)
- 1971: Logenhaus der Vereinigten fünf Hamburgischen Logen.
- 1971–1973: Gebäude 1 und 2 des Gymnasiums Billstedt in Hamburg-Billstedt (zusammen mit Jost Schramm), seit 2007 Kurt-Körber-Gymnasium
- 1977–1981: Umbau des Verwaltungsgebäudes von Blohm&Voss, Hermann-Blohm-Straße 2, Hamburg (zusammen mit Jost Schramm)